# Barrington Tops State Conservation Area
Barrington Tops State Conservation Area är en park i Australien.   Den ligger i delstaten New South Wales, i den östra delen av landet, 400 kilometer nordost om huvudstaden Canberra. Barrington Tops State Conservation Area ligger 1 276 meter över havet.
I omgivningarna runt Barrington Tops State Conservation Area växer i huvudsak städsegrön lövskog.